# 法兰西王国的货币体系
旧制度时期的货币体系，是指旧制度下法兰西王国的货币体系。它起源自查理曼时期，以白银作为基准，高面值的硬币采用黄金，较低面值的则采用各种合金。其兑换规则是混合的十二进制和二十进制，同时区分记账货币和流通货币。
这个体系虽然复杂，但却灵活且适应性强，广泛应用于多个地理区域（如法国、伊比利亚半岛、意大利、神圣罗马帝国、英国等），并延续了漫长的历史时期（从中世纪早期一直到法国大革命，在英国甚至一直沿用至1971年）。

## 起源
794年，查理曼以白银为基准统一了加洛林帝国的货币。当时黄金在西欧十分稀缺，白银则较为丰富。一查理曼磅（约408克）纯度为90%的白银被制造成240个但尼尔（Denier，拉丁语：Dinarius）银币。12但尼尔为1苏（Sol，拉丁语：Solidus），20苏为1里弗尔（Livre，拉丁语：Libra，即“磅”，代指一磅白银），苏和里弗尔只是记账单位，没有相应的流通硬币，这种情况一直持续到13世纪的货币改革。作为加洛林帝国唯一的货币，但尼尔银币直接或间接地影响了9至13世纪的西方货币制造体系。 
中世纪前期，加洛林帝国解体，但商业和金融交流并未被阻断。各地在继承帝国时期的货币体系的同时，也开始产生差异。这些差异包括权重标准、成色、重量、面值，以及不同的金属材料。黄金重新被用于制造硬币，价值低于白银的合金则被用于制造但尼尔的辅币。各地的货币兑换商和商人使用本地的里弗尔、苏和但尼尔作为单位来计算外来货币的价值。

## 记账货币和流通货币

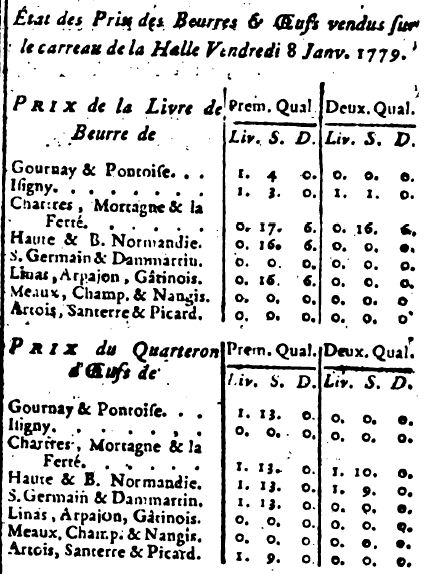
1779年1月8日巴黎黄油和鸡蛋的价格，Journal de Paris，1779年1 月 9 日， 。

尽管该系统可能看起来复杂，但它实际上非常灵活和适应性强，这也解释了其长寿和广泛应用。具体原则如下：
- 在各地的记账系统中，物品（土地、马匹、牛、贵重物品等）的价格是以当地的里弗尔、苏和但尼尔为计价单位进行记帐的。
- 商人或货币兑换商所熟知的任何硬币都可以作为支付手段（流通货币）。实际上流通的硬币在本地的记账系统中可能会被赋予不同的价值，因地区而异。例如，在某个地区，价值为十里弗尔的一定数量的硬币在另一个地区可能价值为十二里弗尔或八里弗尔，但仍可以在那里用于交易。
- 流通货币，是指各授权的铸币厂制造的硬币，用于支付：例如，金路易（自1640年起）、金埃居或铜里亚等，但也可以使用外国硬币：日耳曼塔勒、西班牙达布隆（英语：Doubloon）、意大利杜卡特、西昆和弗罗林。考虑到该系统在时间和空间上的范围以及欧洲铸币厂的数量，以及它们生产的不同样式硬币（每年的样式都可能不同），这意味着存在数十万种硬币类型。
- 封建领主可以通过设定本地法定汇率、改变成色或重量来进行货币操纵。从而改变当地里弗尔的价值（通常是贬值），逐渐导致里弗尔的价值相比其原始价值变得微不足道。（参见上面的报纸：在一千年内，一里弗尔的价值从一磅白银贬值到大约相同重量的黄油或三个鸡蛋[3])。
- 除了对领主的短期经济利益外，货币贬值还可以弥补贵金属的不足：即相同数量的白银可以制造更多的硬币。考古发掘表明，尽管实际上存在着相当频繁的贸易和交流，一些地区如罗马城及其周边地区，在8至11世纪几乎完全没有货币。货币短缺经常发生，并因与东方的贸易逆差导致的贵金属出口而加剧。
- 在当时，信用货币并不为人所熟知。正式的记账货币结算系统（如银行复式簿记和纸币等）在西方出现并广泛传播要经过相当长的时间。由于小农和小贵族通常不识字，也不会计算，因此他们并不使用记账货币。[4]交易的形式十分复杂，包括以物易物，实际硬币的使用较少。[4]因此，大部分人口（大多数是文盲）无需使用整个复杂的货币系统，也不会因其复杂性而困扰。

一份报纸上列出了用记账货币表示的价格列表（Liv.、S.和D.分别代表里弗尔、苏和但尼尔）。在使用流通货币购买时，只要硬币的价值与所需价值相符，可以使用任何硬币。然而，实际上每个地区都有常用的硬币类型，未知的硬币可能会被高额折价甚至被拒绝。只有像兑换商这样的专业人士才知道如何在众多类型和不同价值的硬币之间进行转换。

## 记账单位
记账货币的单位是里弗尔（livre）、苏（sou）和但尼尔（denier）。1里弗尔等于20苏或240但尼尔，这个比率便于计算，因为240是一个高合成数，可以被1、2、3、4、5、6、8、10、12、15、16、20、24、30、40、48、60、80、120和240整除。
|           | 里弗尔 | 苏   | 但尼尔 |
| 里弗尔(£) | 1      | 20   | 240    |
| 苏(S)     | 1/20   | 1    | 12     |
| 但尼尔(d) | 1/240  | 1/12 | 1      |

### 里弗尔
法国曾根据金属重量来定义里弗尔，但由于王国的度量衡不统一，导致存在多种不同的里弗尔，例如巴黎里弗尔、图尔里弗尔、特鲁瓦里弗尔等，它们具有不同的价值。在旧制度时期，巴黎里弗尔（lp）和图尔里弗尔（lt）两种里弗尔特别流行。1667年，巴黎里弗尔被废除。1720年后，图尔里弗尔可以被直接称为里弗尔。在此期间，每种里弗尔都有对应的苏和但尼尔，兑换比例都是一样的（一里弗尔等于20苏，一苏等于12但尼尔），但由于初始金属量不同，不同的苏、但尼尔价值也不同。因此，巴黎苏（sp）、图尔但尼尔（dt）等货币间的转换关系也需要被考虑。
- 1巴黎里弗尔=5/4图尔里弗尔
- 因为一里弗尔值20苏，所以1巴黎里弗尔值{\displaystyle \scriptstyle (5/4)\times 20~=25}图尔苏。

|                | 图尔里弗尔(lt) | 图尔苏(st) | 图尔但尼尔(dt) |
| 巴黎里弗尔(lp) | 5/4            | 25         | 300            |
| 巴黎苏(ls)     | 1/16           | 5/4        | 15             |
| 巴黎但尼尔(ld) | 1/192          | 5/48       | 5/4            |

### 苏
“苏”来自罗马造币法的索利都斯。

### 但尼尔
“但尼尔”继承自罗马造币法的第纳里乌斯。

### 十二进制
这个系统通常被称为“十二进制”，但实际上只是部分地符合这一说法，因为一里弗尔等于20苏。其主要优点在于使用240这个高度复合的数字作为基数，即可以被多个数整除。
一里弗尔可以平均分成2、3、4、5、6、8、10、12、15、16、20、24、30、40、48、60、80、120和240份。无法平均分成7、9、11、13、14、17、18和19份。
这一特性对借款人和贷款人都很有用，因为在当时，利率通常不是以百分比表示，而是以利息与本金之间的比例关系表示。例如，“denier vingt”对应1/20（即5%），而“denier douze”对应于1/12（即 8.33%）。在将240等分为若干份时，这种方式可以确保每一里弗尔贷款/借款产生的利息中苏和但尼尔的数量是精确的。以上述两种情况为例，一里弗尔贷款产生的利息分别为1个苏（12个但尼尔）和1个苏8个但尼尔（即20个但尼尔）。

## 消亡
该系统可以追溯到781年查理曼大帝的统治时期，并在整个旧制度中维持了一千多年，直到法国大革命的共和历3年（1795年）才开始消亡。当时引入了一种更简单的基于十进制的计量单位系统，仅有一种细分单位（生丁，即百分之一法郎），不再使用两种（苏和但尼尔），只承认有限数量的法定货币。同时，法郎取代了里弗尔。
货币过渡期持续了10到15年，时间跨度从督政府到法兰西第一帝国（1795-1810）。
- 1795年4月7日建立了十进制化的货币体系（1法郎=100生丁）和一法郎含有4.5克纯银的法定汇率。
- 1796年4月15日的法令规定了法郎与图尔里弗尔之间的货币兑换率，考虑到兑换过程中的损耗和制造容差，给法郎上加了一定的溢价。

| 101里弗尔+5苏=100法郎。即里弗尔和法郎的兑换率为1.0125：1。 |

- 1798年10月20日和1799年5月6日的法令强制要求以法郎开具帐目和付款。
- 1803年3月27日的法令规定，旧制度的货币将被新的拿破仑货币所取而代之，并进行全面重铸。法郎的含金量被固定为290.3225毫克纯金，含银量维持在1795年的标准（4.5克纯银）。因此，银/金的比价约为15.5比1。
- 1810年8月18日的皇家法令将法郎和里弗尔的价值调整为相等，以完成从一种系统到另一种系统的过渡，但由于所用兑换率的复杂性而减慢了速度。

非常特殊的是，为“好人”约翰二世支付赎金而制造的最早的法郎——“马上的法兰克”在1360年被设定为价值1图尔里弗尔，这与450年后保留的兑换比率完全相同。此外即使苏被正式废除，“苏”这个词仍被继续使用，如五生丁被称为一苏，五法郎也被称为“一百苏”等。另一方面，但尼尔的价值已经非常低，在新的十进制系统中不再有对应，几乎完全消失，仅在非常特殊和罕见的表达中出现。

### 欧洲分支
许多欧洲君主国继承了查理曼大帝的加洛林货币系统，这些术语被翻译成不同的欧洲语言：
| 拉丁       | 拉丁     | 拉丁    | 法国    | 法国    | 法国      | 英国 | 英国     | 英国      | 意大利 | 意大利 | 意大利 | 德国 | 德国      | 德国       |
| 译名       | 单数     | 复数    | 译名    | 单数    | 复数      | 译名 | 单数     | 复数      | 译名   | 单数   | 复数   | 译名 | 单数      | 复数       |
| ---------- | -------- | ------- | ------- | ------- | --------- | ---- | -------- | --------- | ------ | ------ | ------ | ---- | --------- | ---------- |
| 磅         | libra    | librae  | 里弗尔  | livre   | livres    | 英镑 | pound    | pounds    | 里拉   | lira   | lire   | 磅   | pfund     | \          |
| 索利都斯   | solidus  | solidi  | 苏/索尔 | sou/sol | sous/sols | 先令 | shilling | shillings | 索尔多 | soldo  | soldi  | 先令 | schilling | schillinge |
| 第那里乌斯 | denarius | denarii | 但尼尔  | denier  | deniers   | 便士 | penny    | pence     | 德纳罗 | denaro | denari | 芬尼 | pfennig   | pfennige   |

## 流通货币
流通货币是用于交易流通的实物货币。每种硬币具有不变的定义价值，但国王可以根据需要改变其金属的重量。
例如，里亚根据定义代表着3但尼尔。但国王可以调整使用的金属的重量，改变其内在价值，从而调整其实际的购买力。
其他货币类型以相同的方式创建，它们对应的价值而有所区别，包括埃居、里亚、金路易、图尔格罗斯、法郎等，这些货币单位的名称有时来源于当时使用的重量单位的名称，例如：Gros（格罗斯，八分之一盎司）。货币的最初定义和后来的真实价值往往相差甚远。
| 名称                      | 定义         | 创建             | 消失 | 金属           | 里弗尔   | 苏     | 但尼尔 |
| ------------------------- | ------------ | ---------------- | ---- | -------------- | -------- | ------ | ------ |
| 埃居(écu)                 | 3里弗尔      | 1253             |      | 金             | 3        | 60     | 720    |
| 1/5埃居                   |              |                  |      | 银             | 0.6      | 12     | 144    |
| 金路易(louis d'or)        | 60苏*        | 1640             | 1795 | 金             | 3        | 60     | 720    |
| 图尔格罗斯(gros tournois) | 12但尼尔     | 1260-1263        |      | 银             | 0.05     | 1      | 12     |
| 大白(gros blanc)          | 10至12但尼尔 | 约翰二世，14世纪 |      | 银             | 0.05     | 1      | 12     |
| 图尔双(double tournois)   | 2但尼尔      | 13世纪           |      | 铜、锌、银合金 | 0.0083   | 0.166  | 2      |
| 里亚(liard)               | 3但尼尔      | 1654             | 1792 | 银             | 0.0125   | 0.25   | 3      |
| 法郎(franc)               | 1里弗尔      | 1360             |      | 银             | 1        | 20     | 240    |
| 马耶(maille)              | 1/2旦尼尔    | 12世纪           |      | 银合金         | 0.002083 | 0.0416 | 0.5    |

根据这些定义，国王授权一个或多个造币厂在巴黎和各省制造硬币。这些硬币没有面值；它们的价值取决于其所含金属的重量。国王通过改变硬币的重量、金属成分和图案来调整货币政策。通常会回收旧硬币，重新制造成带有新图案的新硬币。
因此，对于相同类型的货币（埃居、里亚、金路易等），存在多种不同的硬币。虽然一个埃居始终等于三里弗尔，但在13世纪时是金币，而在16世纪时是银币（écu blanc）。同样，在18世纪，银制埃居有多种不同面额的硬币：
- 裙撑埃居[16](1715)，理论重量为30.594克；
- 纳瓦拉埃居[17](1718)，重量为24.475克；

因此，法国货币学的历史可以用这样的表格来进行概括。

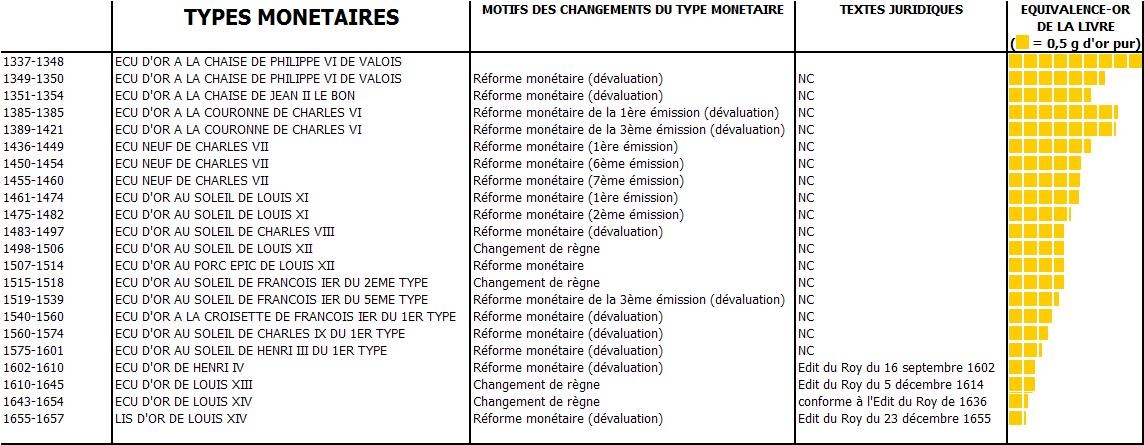

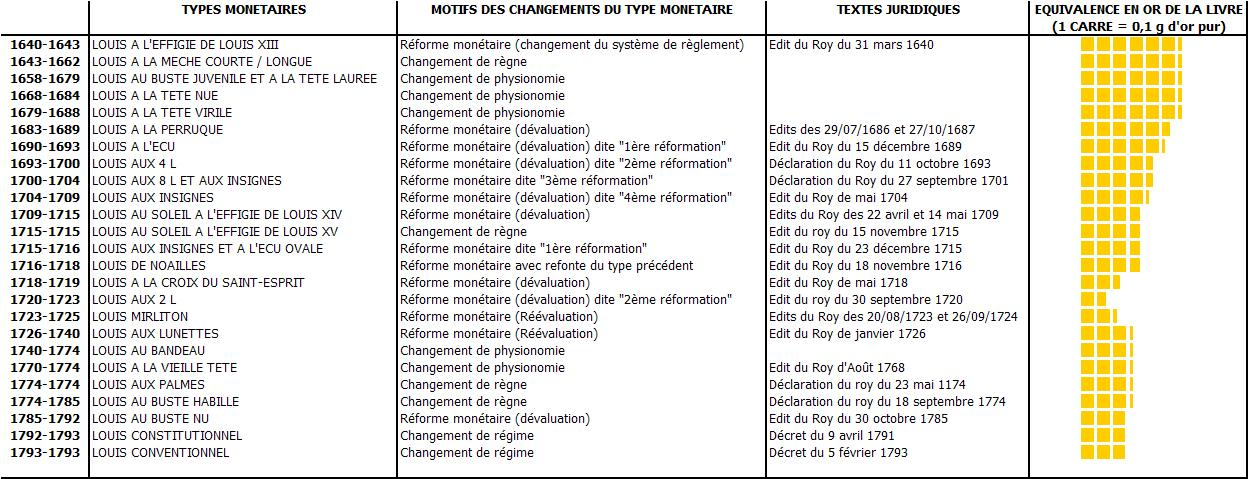

## 制造
这些硬币的制造由经过授权的造币厂完成，它们分布在巴黎和各个省份。例如，图尔里弗尔在图尔制造，从13世纪开始逐渐取代了巴黎里弗尔，直至在1667年完全取而代之。
在造币过程中，一个金属圆片（称为flan，柸子）被放置在两个模具之间，经过轧制后得到成品。模具由雕刻师雕刻，通常是当时的国王或皇帝形象。从1266年（路易九世时期）开始，造币上会显示年份。

## 附录

### 相关文章
- 旧制度下的货币政策（法语：Monnaie du royaume de France）
- 中世纪钱币学（法语：Numismatique médiévale）
- 铸币税